# دوپامینرژیک

ساختار شیمیایی ناقل عصبی دوپامین

دوپامینرژیک (به انگلیسی: Dopaminergic) به معنی ارتباط داشتن با انتقال‌دهنده‌های عصبی دوپامین است.دوپامین یک انتقال دهنده عصبی رایج بوده و مواد یا اعمال دوپامینرژیک باعث افزایش فعالیت مرتبط با دوپامین در مغز می‌شود. مسیرهای مغزی دوپامینرژیک فعالیت مرتبط با دوپامین را تسهیل می‌کند. به عنوان مثال، پروتئین‌های خاصی مانند ناقل دوپامین (DAT)، ناقل مونوآمین تاولی 2 (VMAT2) و گیرنده‌های دوپامین را می‌توان به عنوان دوپامینرژیک طبقه‌بندی کرد و نورون‌هایی که سنتز یا حاوی دوپامین و سیناپس‌هایی با گیرنده‌های دوپامین در هستند نیز ممکن است با این عنوان برچسب‌گذاری شوند. دوپامینرژیک آنزیم‌هایی که بیوسنتز یا متابولیسم دوپامین را تنظیم می‌کنند، مانند اسید آروماتیک L-آمینه دکربوکسیلاز یا DOPA دکربوکسیلاز، مونوآمین اکسیداز (MAO) و کاتکول O-متیل ترانسفراز (COMT) ممکن است به عنوان دوپامینرژیک نیز شناخته شوند. همچنین، می‌توان گفت که هر ماده شیمیایی درون‌زا یا برون‌زا که از طریق اعمال غیرمستقیم بر گیرنده‌های دوپامین یا آزادسازی دوپامین تأثیر می‌گذارد (به عنوان مثال، روی نورون‌هایی که روی نورون‌هایی که دوپامین آزاد می‌کنند یا گیرنده‌های دوپامین را بیان می‌کنند و سیناپس می‌شوند) نیز می‌توان گفت که دارای اثرات دوپامینرژیک است، دو مثال برجسته مواد افیونی هستند که آزادسازی دوپامین را به‌طور غیرمستقیم در مسیرهای پاداش افزایش می‌دهند و برخی از آمفتامین‌های جایگزین که مستقیماً با اتصال به VMAT2 و مهار آن باعث افزایش آزادسازی دوپامین می‌شوند.

## مسیرهای دوپامینرژیک
دوپامین در یکی از مسیر های چهار گانه زیر است:
- مسیر مزولیمبیک (سیستم پاداشی مغز، انگیزه و اعتیاد)
- مسیر مزوکورتیکال (کنترل اجرایی، انگیزه، سایکوز و غیره)
- ‌مسیر نیگروستریاتال (حرکت و پارکینسون)
- مسیر توبرو-اینفوندیبولار (نقش های هورمونی دوپامین)

برای جزئیات بیشتر به مسیرهای دوپامینرژیک مراجعه کنید.

## مکمل‌ها و داروها
در زیر نمونه‌هایی از مواد دوپامینرژیک آورده شده‌است:

### پیش سازها
- پیش سازهای دوپامین از جمله ال فنیل آلانین و ال تیروزین به عنوان مکمل‌های غذایی استفاده می‌شوند. L-DOPA (لوودوپا)، پیش ساز دیگر، در درمان بیماری پارکینسون استفاده می‌شود.

### آگونیست‌های گیرنده
- آگونیست‌های گیرنده دوپامین مانند آپومورفین، بروموکریپتین، کابرگولین، دی هیدروکسیدین (LS-186899)، دوپامین، فنولدوپام، پیریبدیل، لیسوراید، پرگولید، پرامی پکسول، روپینیرول و روتیگوتین در درمان افسردگی و بیماری پارکینسون استفاده می‌شوند.

### آنتاگونیست گیرنده / مسدود کننده گیرنده
- آنتاگونیست‌های گیرنده دوپامین شامل داروهای ضد روان پریشی معمولی مانند کلرپرومازین (تورازین)، فلوفنازین، هالوپریدول (هالدول)، لوکساپین، مولیندون، پرفنازین، پیموزاید، تیوریدازین، تیوتیکسن، و تری فلوئوپرازین، داروهای غیر معمول مانند کووآپینازاول پینین ریسپریدون (ریسپردال)، سولپیرید و زیپراسیدون، و داروهای ضد استفراغ مانند دومپریدون، متوکلوپرامید و پروکلروپرازین که در درمان اسکیزوفرنی و اختلال دوقطبی به عنوان ضد روان پریشی و تهوع و استفراغ استفاده می‌شود.

### مهارکننده‌های بازجذب/مسدود کننده‌های انتقال دهنده
- مهارکننده‌های بازجذب دوپامین (DRIs) یا مهارکننده‌های انتقال‌دهنده دوپامین (DAT) مانند متیل فنیدات (ریتالین)، آمین‌پتین و نومیفنسین، کوکائین، متیلن دی‌اکسی‌پیرووالرون (MDPV)، کتامین، و فن‌سیکلیدین (PCP) در درمان اختلال کم‌توجهی - بیش‌فعالی(ADHD) و نارکولپسی به عنوان محرک‌های روانی، چاقی به عنوان داروهای بی اشتهایی، افسردگی و اضطراب به عنوان داروهای ضد افسردگی و ضد اضطراب، درمان اعتیاد به مواد مخدر به عنوان عوامل ضد ولع، اختلالات عملکرد جنسی و همچنین داروهای غیرقانونی خیابانی به کار برده می‌شود.
- مهارکننده‌های مونوآمین ناقل 2 (VMAT2) مانند رزرپین، تترابنازین و دزرپیدین که به عنوان سمپاتولیتیک یا ضد فشار خون و در گذشته به عنوان ضد روان‌پریشی استفاده می‌شدند.